# خان‌یری (توفان بی‌لی)
خان‌یری (به ترکی استانبولی: Hanyeri) یک منطقهٔ مسکونی در ترکیه است که در توفانبیلی واقع شده‌است.